# José Alves Rocha
José Alves Rocha, ou simplesmente José Rocha (Coribe, 18 de Agosto de 1948), é um médico anestesiologista, dirigente esportivo e político brasileiro, ex-presidente do Esporte Clube Vitória e, atualmente, exercendo seu sexto mandato consecutivo de Deputado Federal pela Bahia. É filiado ao União Brasil.
Antes de ingressar no PR, em 2007, foi filiado também à ARENA, ao PDS e ao PFL.

## Carreira
José Rocha formou-se em Medicina pela Universidade Federal da Bahia em 1973, com Pós-Graduação em Anestesiologia pelo Hospital das Clínicas de Salvador em 1975. Como médico, trabalhou na Secretaria de Administração do Estado da Bahia (SAEB) entre 1975 e 1979, no Hospital Geral da Polícia Militar do Estado da Bahia, em Salvador, entre 1975 e 1978, e no Hospital Getúlio Vargas, também em Salvador, de 1976 a 1978. Foi ainda presidente da Sociedade de Anestesiologia do Estado da Bahia no biênio 1978-1979. Como desportista, foi presidente do Vitória nos anos de 1983 a 1985, sendo o atual presidente do Conselho Deliberativo do clube.
Seu primeiro cargo político veio em 1978, quando elegeu-se Deputado Estadual pela ARENA, partido de sustentação do Regime Militar. Em 1982, filiado ao PDS, conseguiu a reeleição. O terceiro mandato veio em 1986, já integrando o PFL, partido pelo qual foi reeleito novamente em 1990. Em 1994 obteve vaga de Deputado Federal, sendo eleito consecutivamente deste então, estando hoje no exercício de seu sexto mandato. Entre 24 de Fevereiro de 2015 e 13 de Maio de 2016 foi vice-líder do governo Dilma Rousseff na Câmara dos Deputados.  Foi também relator da CPI do BNDES.

### CPI do BNDES
A CPI do BNDES foi instalada na Câmara dos Deputados em 6 de Agosto de 2015 para investigar empréstimos considerados suspeitos pela Operação Lava Jato, da Polícia Federal, concedidos tanto a empresas de fachada como a empreiteiras investigadas. O BNDES concedeu, entre 2003 e 2014, financiamentos de R$ 2,4 bilhões para as nove empreiteiras citadas na operação. José Rocha foi escolhido para ser o relator da comissão, que teve como presidente o Deputado Marcos Rotta. A comissão foi criada pelo então presidente da Câmara, Eduardo Cunha, no dia 17 de julho. O pedido de criação da CPI foi feito pelo deputado Rubens Bueno. O requerimento também pede a apuração de empréstimos classificados como secretos, concedidos a países como Angola e Cuba.

### Doações de campanha
O jornal Valor Econômico noticiou que, apesar de escolhido como relator da CPI do BNDES, a prestação de contas feita pelo José Rocha junto ao Tribunal Superior Eleitoral mostrava que o deputado havia recebido R$ 796 mil em doações eleitorais de quatro empresas beneficiadas por recursos do banco, sendo três delas investigadas na Operação Lava Jato. Da frigorífica JBS ele recebeu R$ 300 mil, da empreiteira UTC R$ 202 mil, da Andrade Gutierrez R$ 200 mil e da OAS R$ 94 mil, estas três últimas sendo alvo dos investigadores da Polícia Federal e da Justiça Federal de Curitiba pelo escândalo de corrupção na Petrobras. Os valores correspondem a quase 70% do total de R$ 1,151 milhão declarados por Rocha. Na ocasião ele não quis se pronunciar sobre essa questão. Integrante da Bancada da Bola na Câmara, Rocha é tido como um aliado político do presidente afastado da Câmara Eduardo Cunha, a quem chegou a presentear com uma camisa do Vitória.

### 55ª legislatura
Em abril de 2017 votou a favor da Reforma Trabalhista. Em agosto de 2017 votou contra o processo em que se pedia abertura de investigação do então Presidente Michel Temer, ajudando a arquivar a denúncia do Ministério Público Federal.